# Los Bukis
Los Bukis is een Mexicaanse gruperaband opgericht in 1971 in de stad Ario de Rosales, Michoacán door singer-songwriter Marco Antonio Solís en zijn neef Joel Solís. Hun eerste hit was Falso amor en hun stijl werd erg populair in Latijns-Amerika en de Verenigde Staten. Ze verkochten een miljoen platen in een jaar en wonnen een "Disco de Diamante" (diamanten schijf), evenals de Billboard Music Award voor beste Latin groep tussen 1982 en 1995. In 2025 kreeg Los Bukis een ster op de Hollywood Walk of Fame.

## Geschiedenis

### Voorgeschiedenis
De oorsprong van Los Bukis gaat terug tot het artistieke begin van Marco Antonio Solís in 1970, toen hij 10 jaar oud was en samen met zijn neef Joel Solís besloot om El Dueto Solís te vormen. Later veranderden ze hun naam in Los Soles Tarascos en daarna in Los Hermanitos Solís, de naam waaronder ze hun televisiedebuut maakten in het Mexicaanse programma Siempre en domingo en hun eerste single-album opnamen.
In 1974 contracteerde de platenmaatschappij Discos Melody (tegenwoordig Fonovisa Records) hen exclusief onder de naam Los Bukis; dit laatste woord is afgeleid van de naam die kinderen in het noordwesten van Mexico kregen. Later namen ze een LP op met de titel Jugando con las estrellas; dit album bevatte liedjes van Marco Antonio Solís.
Het talent en de kwaliteit van het duo staat buiten kijf, maar ze missen muzikale begeleiding en het idee ontstaat om een groep te vormen. Hieruit ontstaat in 1975 de muziekband Los Bukis.

### Albums en songs
Ze nemen hun eerste officiële album op getiteld Casas de Cartón (later hernoemd naar Falso Amor), met 2 tot dan onuitgebrachte nummers van Marco Antonio Solís en 8 coverversies. Het titelnummer Falso Amor werd een van de meest bekende nummers van de groep. Een van de covers van het album, waaraan het in het begin ook zijn titel ontleende, was Casas de Cartón van de Venezolaanse muzikant en singer-songwriter Alí Primera. In 1976 werden ze populair in Midden- en Zuid-Amerika met het nummer Falso Amor.
Het tweede album van Los Bukis heet Te Tuve y Te Perdí, gevolgd door Me Siento Solo, waarop de nummers La Indiecita en Los Alambrados' staan. Hun vierde productie was Los Triunfadores, met daarop de nummers Triste Imaginar, Eres en Las Holgazanas. Later kwam Mi Najayita, zijn vijfde productie, met de liedjes Estabas tan Linda, Me Muero Porque Seas mi Novia, Los Chicanos en Mi Najayita. Zijn zesde productie heette Presiento que Voy a Llorar, die werd gevolgd door Yo te Necesito; zijn zevende productie bevatte de nummers Qué Lástima, Las Musiqueras, Te Esperaré en Yo te Necesito.
In 1983 waagden ze samen met andere groepen zoals Los Potros en Los Solitarios de stap naar de bioscoop met de film Las Musiqueras, een lied van de Mexicaanse singer-songwriter Federico Curiel.
In datzelfde jaar nam Los Bukis onder contract bij het gerenommeerde Fonovisa Records hun achtste album Mi Fantasía op in de Amerikaanse stad Los Angeles, Californië met daarop de nummers Mi Fantasía en Necesito una Compañera, en twee jaar later, in 1985, brachten ze hun negende album uit, ¿A Dónde Vas?. Dit album werd eveneens opgenomen in de stad Los Angeles, in de studio's van Sound Recording door ingenieur Sergio García, die de hele opeenvolgende carrière van de groep zou opnemen en mixen.
In 1986 brachten Los Bukis hun tiende album uit, Me Volví a Acordar de Ti, opgenomen in de Baby O Studios, ook in Los Angeles, maar gemixt in de GAS Studios in Mexico City. Dit album was een verkoopsucces omdat het het nummer Tu Cárcel bevatte, waarvan meer dan 1.350.000 exemplaren werden verkocht. Dit album leverde hen in 1987 een diamanten schijf op.
Later namen ze het album Si me Recuerdas op, met de hit Y Ahora te Vas, opgenomen, gemixt en uitgebracht op GAS records in 1988. Datzelfde jaar besloot José Javier Solís Los Bukis te verlaten om zijn geluk te beproeven als soloartiest met zijn debuutalbum No me olvidarás, zijn carrière werd gevolgd door nog acht albums. Het vertrek van Javier Solís opende de deuren voor José "Pepe" Guadarrama om zich bij Los Bukis te voegen als percussionist. Hij nam zijn plaats in, maar voegde ook voor het eerst tweede toetsen toe aan de groep.
Om het decennium van de jaren 1980 af te sluiten, nam de band nieuw materiaal op, uitgebracht in 1989 als het twaalfde album genaamd Y para siempre....
Naarmate de jaren verstreken, evolueerde de groep en in dit proces werden er veranderingen in de structuur aangebracht en werd de groep gevormd met Marco Antonio Solís als regisseur, leadzanger en gitaar, Joel Solís op gitaar en tweede zang, Eusebio "El Chivo" Cortez op elektrische basgitaar, Pedro Sánchez op drums, Roberto Guadarrama op tweede zang, trompet en elektronisch keyboard en José "Pepe" Guadarrama op tweede zang, saxofoon en percussies.
Gedurende hun carrière werden Los Bukis verschillende keren genomineerd voor Grammy Awards in de Verenigde Staten. Ook ontvingen ze verschillende Lo Nuestro Awards toegekend door Billboard magazine en de promotie zorgde ervoor dat sommige van hun interpretaties op de eerste plaats kwamen in verschillende landen van Zuid-Amerika, wat hen verschillende gouden platen opleverde.
In 1990 waagden Los Bukis zich voor de tweede keer met succes in de bioscoop met de film Cómo Fuí a Enamorarme de Tí, gebaseerd op het gelijknamige lied geschreven door Marco Antonio Solís. De film werd maanden later gepresenteerd in de stad Los Angeles, behaalde een kassucces en werd 3 maanden later bekroond als de film met de hoogste verkoop aan de Mexicaanse kassa aller tijden.
In 1991 brachten ze hun album A través de tus ojos uit en in 1992 brachten ze het album Quiéreme uit, dat op 10 maart van datzelfde jaar verscheen. Dit album werd gemarkeerd door klassiekers zoals Mi mayor necesidad en Quiéreme, waarvan de videoclips een groot publiek bereikten.
In 1993 brachten Los Bukis Inalcanzable uit; het was hun vijftiende studioalbum en werd uitgebracht op 1 juli van datzelfde jaar. Het was het laatste album met de leden uit de gouden periode van de groep, José Guadarrama en Eusebio Cortez. Het album kreeg goud in de Verenigde Staten door de RIAA en werd genomineerd voor Pop Album van het Jaar op de Premios Lo Nuestro in 1994.

### Het einde
In 1995 (na het vertrek van José Guadarrama en Eusebio Cortez) nam Marco Antonio nieuwe leden aan en maanden later brachten ze hun nieuwe en laatste album uit genaamd Por amor a mi pueblo, uitgebracht op 2 mei van datzelfde jaar. Het album werd goud gecertificeerd in de Verenigde Staten door de RIAA. Het werd genomineerd voor Pop Album van het Jaar op de 1996 Premios Lo Nuestro. Opgemerkt moet worden dat dit album werd gepromoot door Marco Antonio's naam voor de naam van de groep te zetten, wat zijn prominentie als leider en centrale figuur van de band impliceert.
Op 18 mei 1996 gaven Los Bukis hun laatste optreden voor meer dan honderdduizend toeschouwers in de Rio Nilo Music Hall in de stad Tonalá, Jalisco. Hierna besluit Marco Antonio de band op te heffen om zich te richten op zijn solocarrière. De band met zijn vele hits markeerde een voor en na in de geschiedenis van de Mexicaanse muziek.
Zijn voormalige bandgenoten Joel Solís, Roberto Guadarrama en Pedro Sánchez herenigen zich met Eusebio "El Chivo" Cortez en José "Pepe" Guadarrama (die de groep verlieten op 5 maart 1995) en vormden een nieuwe groep genaamd Los Mismos onder leiding van Roberto Guadarrama. Los Mismos staat voor Los Mismos Bukis. In deze samenstelling is Marco Antonio Solis echter vervangen door een nieuwe zanger, namelijk Pedro Velazquez. Ze namen hun eerste album genaamd Juntos Para Siempre op in 1996.

## Bezetting

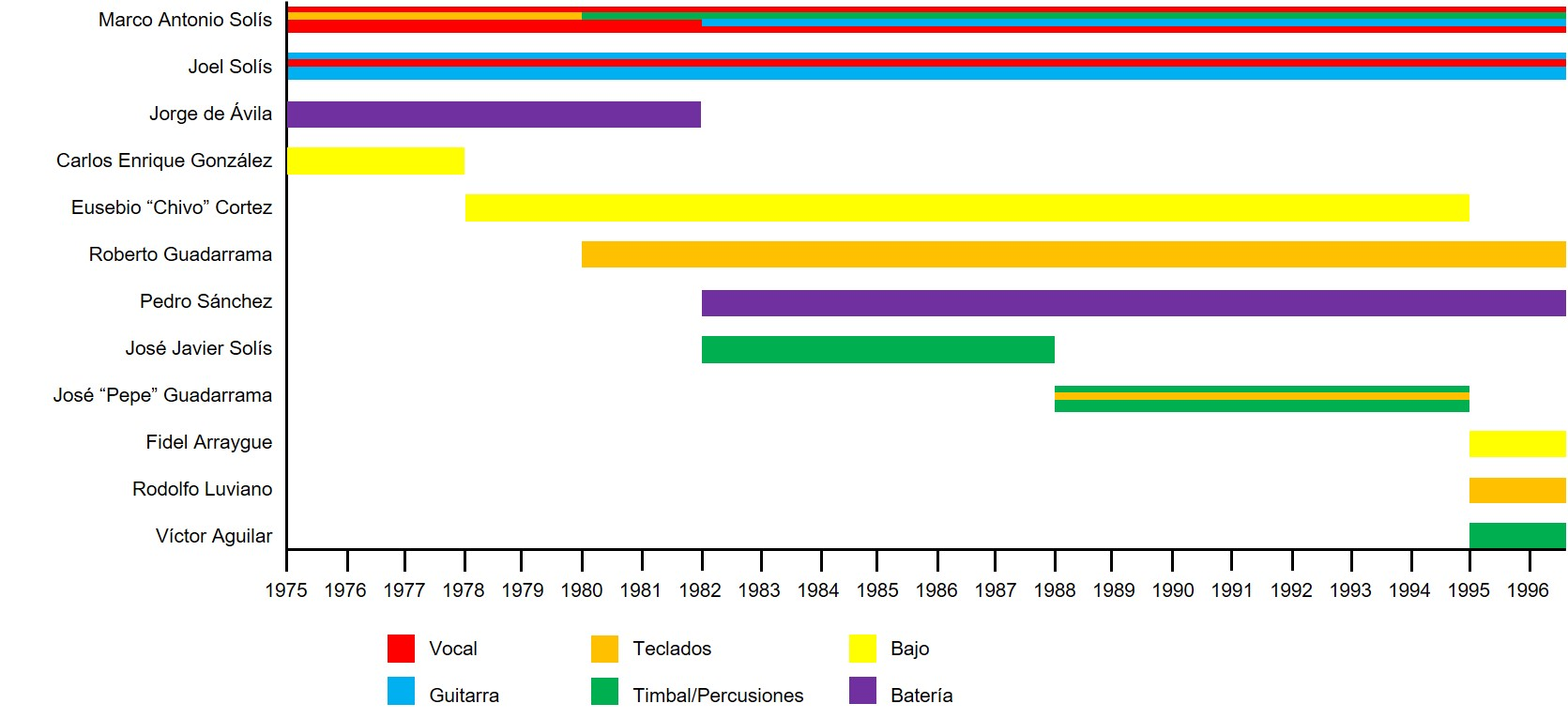
Vertaling: Vocal = stem, Guitarra = gitaar, Teclados = keyboard, Timbal/Percusiones = timbaal/percussie, Bajo = basgitaar, Bateria = drums